# پی‌یر روسو
پیر ژان باپتیست روسو (به فرانسوی: Pierre Jean-Baptiste Rousseau) ‏ (۱۱ فوریه ۱۹۰۵–۱۹۸۳) مقاله نگار، معرفت شناس، ستاره‌شناس و روزنامه‌نگار فرانسوی بود که نویسندۀ مقالات علمی عامه‌پسند بود. وی به گسترش علم سخت در عموم مردم کمک کرد و از توسعۀ تحقیقات اساسی علمی در «ناامیدی پس از جنگ» حمایت کرد.
برخی از کتاب‌های پی یر روسو به فارسی ترجمه شده است:
- تاریخ علوم، مترجم حسن صفاری، تهران: امیرکبیر
- تاریخ صنایع و اختراعات، مترجم حسن صفاری
- از اتوم تا ستاره، مترجم رضا اقصی
- نجوم بی تلسکوپ، مترجم حسن صفاری
- تسخیر ستارگان، مترجم رضا اقصی
- مریخ کره اسرارآمیز، مترجم سعید نحوی